# 裴汉
裴漢（514年—572年），字仲霄，河东郡闻喜县（今山西省运城市闻喜县）人，出自河东裴氏定著五房之一的東眷裴，北魏、西魏及北周官员。
裴漢的祖父裴德歡曾任北魏魏中書郎和河內郡守，父親裴靜慮則是銀青光祿大夫，贈汾州刺史，長兄裴宽官至驃騎大將軍、開府儀同三司。他操守高雅，聰明好學，曾經看見別人創作百字詩，看過後就能背誦。魏孝武帝初年，以員外散騎侍郎为起家官。西魏大統五年（539年），裴漢除授大丞相府士曹行參軍，補任墨曹參軍。他擅長文書，見識高明，做事決斷，大丞相府的人說：「太陽下文采最好的是裴漢。」大統十一年（545年），李遠出鎮弘農，啟用他為司馬。李遠很器重他，不久加官安東將軍、銀青光祿大夫、成都上士。北周武成年間轉任司車路下大夫，和工部郭彥、太府高賓等人議論朝政；裴漢每次議論時都很有條理，郭彥和高賓都等敬重他。之後他加官帥都督，在天和年間與司宗孫恕、典祀薛慎等人同為八使，巡視各處風俗。天和五年（570年），朝廷加授裴漢車騎大將軍、儀同三司。
裴漢有舊病，身體虛弱，做官不是他的喜好，當時晉公宇文護專權，官員都附和他意圖晉升，但裴漢遵守正道，八年也不曾遷官。他不喝酒，喜歡賓客遊士，良辰美景時節都邀請時下俊彦來出席宴會流連，同時即席作詩，當時的人重視此事。兄長裴宽去世後，裴漢不再賓遊，不再聽曲，每逢祭祀時期都會感到悲痛；他撫養兄弟的子女，感情深厚。裴漢借書一定亲自誊抄，病重時也不曾不讀書。建德元年（572年）他去世，虛歲五十九，贈晉州刺史。

## 引用
1. 1 2  《周書·卷三十四·列傳第二十六》：裴寬字長寬，河東聞喜人也。祖德歡，魏中書郎、河內郡守。父靜慮，銀青光祿大夫，贈汾州刺史。……（裴寬）加驃騎大將軍、開府儀同三司。……寬弟漢。漢字仲霄，操尚弘雅，聰敏好學。嘗見人作百字詩，一覽便誦。魏孝武初，解褐員外散騎侍郎。
2. 1 2  《北史·卷三十八·列傳第二十六》：寬弟漢，字仲霄。操尚弘雅，聰敏好學，嘗見人作百字詩，一覽便誦。魏孝武初，解褐員外散騎侍郎。」
3. ↑  《周書·卷三十四·列傳第二十六》：大統五年，除大丞相府士曹行參軍，補墨曹參軍。漢善尺牘，尤便簿領，理識明贍，決斷如流。相府為之語曰：「日下粲爛有裴漢。」十一年，李遠出鎮弘農，啟漢為司馬。遠特相器遇。尋加安東將軍、銀青光祿大夫、成都上士。
4. ↑  《北史·卷三十八·列傳第二十六》：大統五年，除大丞相府士曹行參軍，轉墨曹。漢善尺牘，尤便簿領，理識明贍，斷割如流。相府為之語曰「日下粲爛有裴漢。」
5. ↑  《周書·卷三十四·列傳第二十六》：尋轉司車路下大夫，與工部郭彥、太府高賓等參議格令，每較量時事，必有條理，彥等咸敬異之。加帥都督。天和中，復與司宗孫恕、典祀薛慎同為八使，巡察風俗。五年，加車騎大將軍、儀同三司。
6. ↑  《北史·卷三十八·列傳第二十六》：武成中，為司車路下大夫，與工部郭彥、太府高賓等參議格令。每較量時事，必有條理。天和五年，加車騎大將軍、儀同三司。
7. ↑  《周書·卷三十四·列傳第二十六》：漢少有宿疾，恆帶虛羸，劇職煩官，非其好也。時晉公護擅權，搢紳等多諂附之，以圖仕進。唯漢直道固守，八年不徙職。性不飲酒，而雅好賓遊。每良辰美景，必招引時彥，宴賞留連，間以篇什。當時人物，以此重之。
8. ↑  《北史·卷三十八·列傳第二十六》：漢少有宿疾，恆帶虛羸，劇職煩官，非其好也。時晉公護擅權，搢紳等多諂附之以圖仕進。漢直道自守，故八年不徙職。性不飲酒，而雅好賓遊。每良辰美景，必招引時彥，宴賞留連，間以篇什，當時人物，以此重之。
9. ↑  《周書·卷三十四·列傳第二十六》：自寬沒後，遂斷絕遊從，不聽琴瑟，歲時伏臘，哀慟而已。撫養兄弟子，情甚篤至。借人異書，必躬自錄本。至于疹疾彌年，亦未嘗釋卷。建德元年卒，時年五十九。贈晉州刺史。
10. ↑  《北史·卷三十八·列傳第二十六》：自寬沒後，遂斷絕遊從，不聽琴瑟；歲時伏臘，哀慟而已。撫養兄弟子，情甚篤至。借人異書，必躬自錄本，至於疾診彌年，亦未嘗釋卷。卒，贈晉州刺史。